# Seznam hrvaških slikarjev
Seznam hrvaških slikarjev in grafikov.

## A
- Ante Abramović
- (Alfred Albini)
- Oskar Alexander
- Albert Andjelović
- Maja Andrić-Todić (hrv.-slov.)
- Ivan Antolčić
- Anton s Padove (Kašćerga)
- Marko Antonini
- Kristofor Nikolin Antunović
- Stojan Aralica
- Nevenka Arbanas
- Anton Archer
- Niko Armanda
- Anton(-un) (Toni/Antal) Aron (hrv.-nem.)
- Mihajlo Arsovski  ?
- Lovro Artuković
- Ivo Auer
- Robert Auer
- Leopoldina Auer-Schmidt

## B
- Dubravka Babić
- Antun Babić
- Ljubo Babić
- Marcel Bačić
- Robert Baća
- Frano Baće
- Antun Bahunek
- Branko Bahunek
- Sreto Balaš
- Zvonimir Balog
- Jelena Bando
- Zianida Bandur
- Antun Barač
- Biserka Baretić
- Quintino Bassani
- Ljubomir Bašić
- Vinko Bavčević
- Branko Becić
- Vladimir Becić
- Milka Bedeković
- Koraljka Beker
- Federiko Benković
- Ivan Benković
- Mato Benković
- Dragan Beraković
- Bernard Porečanin
- Anka Bestal
- Josip Bifel
- Milivoj Bijelić

Charles (Carlo) Billich (hrv.-avstralski)
- Tomislav Marijan Bilosnić
- Stevo Binički
- Ferdo Bis
- Martin Bizjak (slov.-hrv.)
- Blaž Jurjev Trogiranin
- Emil Bobanovič-Čolić
- Ana Bogdanović
- Vjera Bojničić (-Zamola)
- Gašpar Bolković-Pik
- Vesna Borčić
- Željko Borčić
- Zoe Borelli-Vranska-Alačević
- Mil(j)enko-Minja Bosanac
- Melita Bošnjak
- Josip Botteri - Dini
- Josip-Dini Botteri
- (Zlatko Bourek)
- Drago Brajak - Kralj
- Marčelo Brajnović
- Zvjezdana Brajnović (r. Hegedušić)
- Sonja Braović
- Franjo Bratanić
- Jakov Bratanić
- Truda Braun-Šaban
- Vjekoslav Brešić (bosensko-hrvaški)
- Lavoslav Breyer
- Dušan Brkić
- Matej Brodnik (Matija Brodnik) (slovensko-hrvaški)
- Marija Brusić-Kovačica
- Boris Bućan
- Jakov Budeša
- Jagoda Buić (1930-2022)
- Josip Bukal
- Vlaho Bukovac
- Ivanka Bukovac-Javorski
- Jelica Bukovac-Radosavljević
- Eugen Buktenica - Đenko
- Vicko Buktenica
- Bruno Bulić
- Aleksandar Buneta
- Rudolf Bunk (nem.-hrv.)
- Tomislav Buntak
- Narcis Burić
- Ema Bursać
- Daniel Butala
- (Milan Butozan)
- Joso Bužan

## C
- Bogumil Car
- Dora Car
- Ante Cetin
- Nataša Cetinić
- Ljudevit Cetinović
- Renata Chalupa
- Tomislav Ciko
- Milan Cmelić
- Josip (Beppe) Colonna (hrv.-it.)
- Amalija Conrad von Hötzendorf
- Franjo Conrad von Hötzendorf
- Hugo Conrad von Hötzendorf
- Brane Crlenjak
- Menci Clement Crnčić
- Lina Crnčić-Virant
- Josip Crnobori
- Stjepan Crnota
- Zvane Cusmina
- Roksa Cuvaj-Zurunić
- Dragica Cvek-Jordan

## Č
- (Jaroslav Čermák)
- Vilim Čerić
- Bela Čikoš-Sesija
- Julije Čikoš-Sesija

## Ć
- Ivan Ćaće ?
- Zdravko Ćosić
- Blaž Ćuk
- Zvonimir Ćuk

## D
- Ivan Nepomuk Debeljaković
- Josip Demirović - Devj
- Boris Demur
- Anton Depope
- Mihovil Depope
- Marijan Detoni
- Josip Diminić
- Lovro Dobričević Marinov
- Juraj Dobrović
- Petar Dobrović
- Vladimir Dodig - Trokut
- Boris Dogan
- Nenad Dogan?
- Maja Dolenčić-Malešević
- Franjo (Francina) Dolenec
- Ivan Domac
- Luka Domac
- Svetozar Domić
- Rudolf Donassy
- Vinko Draganja
- Nikola Dragarić
- Julija Drašković (Erdődy)
- Zorislav Drempetić-Hrčić
- Zdravko Ducković
- Cata Dujšin-Ribar (1897-1994)
- Ivo Dulčić
- Dušan Džamonja?

## Đ
- Nevenka Đorđević-Tomašević
- Milenko Đurić

## E
- Marta Ehrlich Tompa
- Višnja Ercegović
- Joško Eterović

## F
- Jerko Fabković
- Jadranka Fatur
- Emerik Feješ
- Eugen Feller
- Ljerka Filakovac
- Vladimir Filakovac
- Konrad Filip
- Augustin Filipović
- Dražen Filipović - Pegla
- Franjo Filipović
- Vicko Fiskovič
- Vinko Fišter
- Enrico Fonda
- Aleksander Forenbacher
- Vinko Foretić (slikar)
- Rudolf Frais
- Branka Frangeš Hegedušić
- Robert Frangeš Mihanović
- Ante Franičević
- Petar Franjić
- Claudio Frank
- Đuro Friedrich
- Ivo Friščić

## G
- Mladen Galić
- Ivo Gattin
- Pavao Gavranić
- Dragan Gaži
- Vilko Gecan
- Ivan Generalić
- Josip Generalić
- Mato Gereci
- Dubravko Gjivan
- Milenko Gjurić
- Oton Gliha
- Vilko Gliha Selan
- Olaf Globočnik
- Antun Gojak
- Stipe Golac
- Raul Goldoni
- Milan Goldschmiedt
- Predrag Goll
- Viktor Goričan
- Zdenko Gradiš
- Josip Granić (bos.-hrv.)
- Milan Glavurtić
- Ivo Grbić
- Slavko Grčko
- Vinko Grdan (hrv.-srb.)
- Petar Grgec
- Dubravka Grgić (r. Čeprnić)
- Bruno Stane Grill
- Hinko Gudac
- Ivan Gundrum
- Tomislav Gusić
- Marijan Guvo
- Slava Gvozdić

## H
- Fadil Hadžić  (bos.-hrv.)?
- Antun Haller
- Fridrik Hamerlić (Hamerlitz)
- Mihajlo Hamzić
- Aleksej Vasiljevič Hanzen (rusko-hrvaški)
- Živko Haramija
- Josip Hartl
- Krsto Hegedušić
- (Vlasta Hegedušić)
- Željko Hegedušić
- Branka Hegedušić-Frangeš
- Ivan Heil
- Josip (Pepe) Henneberg
- Vladimir Herceg
- Ivan Herman
- Oskar Herman
- Božidar Hlavaček (Doron Hen) (hrv.-izraelski)
- Italo (Kamilo) Hochetlinger
- Josip Hohnjec (slikar)
- René Hollós
- Marko Horvacki
- Gabrijel Horvat
- Miljenko Horvat
- Franjo Hoti
- Ervin Hotko
- Hugo Hötzendorf
- Tomislav Hruškovec

## I
- Nikola Ignjatović
- Basilio Ivanković
- (Joza Ivanišević)
- Ljubo Ivančić
- Nina Ivančić
- Drago Ivanišević
- Tomislav Ivanišin
- Basilio Ivanković
- Stjepan Ivanović
- Oton Iveković
- Sanja Iveković
- Ivan (Janez) iz Kastva

## J
- Slavko Jagačić
- (Viktor Jagš)
- Petar Jakelić
- Vlado Jakelić
- Albina Jakić (slov.-hrv.)
- Ivan (Antun) Jakić
- (Ivan Jakobčić)
- (Josip Jakopčić)
- Drago Jančić
- Jozo (Josip) Janda
- Ratko "Jobo" Janjić
- Miljenko (Mile) Janković
- (Franz Jaschke)
- Marinko Jelača
- Dalibor Jelavić
- Božidar (Božo) Jelenić
- Vladimir Jelić
- Guido Jeny
- Marijan Jevšovar
- Ignjat Job
- Cvijeta Job Jeličić
- Martin Jonaš
- Vasilije Jordan
- Stanoje (Alojzije) Jovanović
- Svjetlan Junaković
- Leo Junek (1899-1993) (hrv.-franc.)
- Drago Jurak
- Duje Jurić

## K
- Ivo Kalina
- Jagoda Kaloper (1947-2016)
- (Boško Karanović)?
- Vjekoslav Karas
- Lidija Kašpar-Stranić
- Ante Kaštelančić
- Krešimir Katić
- Špiro Katić
- Ante Katunarić
- Petar Katušić
- Anđelko Kaurić
- Zlatko Kauzlarić - Atač
- Vanja Kavurić
- Nives Kavurić-Kurtović (1938-2016)
- Zvonimir Keček
- Antun Keller (Anton Koler)
- Krunoslav Kern
- Zlatko Keser
- Jurica Kezić
- Ferdo Kikerec (Quiquerez)
- Albert Kinert
- Ivan Kinkela
- Željko Kipke
- Josip Kirin
- Vladimir (Vlado) Kirin
- Antun (Anton) Kirinčić
- Jozo (Joza) Kljaković
- Živko Kljaković
- Mira Klobučar (r. Ehrlich)
- Ivan Klobučarić
- Franjo Klopotan
- Juraj Julije Klović
- Joko (Ivan) Knežević
- Julije Knif(f)er
- Božidar Kocmut (grafični oblikovalec)
- Tripo Kokolja
- Eugen Kokot
- Dušan Kokotović
- Ana Kolega
- Marijan Kolesar
- Tomislav Kolombar
- Ljubomir Ljupko Kolovrat
- Igor Konjušak (hrv.-bos.?)
- Franc (Franjo) Kopač (slov.-hrv.)
- Slavko Kopač
- Božidar (Božo) Kopić
- Franjo Koren
- Petar Kos
- Vera Kos-Paliska
- Marija Branka Košković
- Nikola Koydl
- Branko Kovačević
- Edo Kovačević
- Ferdo Kovačević
- Jelena Kovačević
- Mato Kovačević
- Bosiljka Kovačević-Mijatović
- Josip Kovačić
- Mijo Kovačić
- Sonja Kovačić-Tajčević
- Radivoj Krainer
- Ladislav Kralj-Međimurec
- Miroslav Kraljević
- Mira Kraljević-Donassy
- Antonija Krasnik
- Živa Kraus
- Kristijan Kreković
- Mirna Krešić
- Milan Kren
- Vlado Kristl
- Tomislav Krizman
- Anka Krizmanić
- Eugen Krstulović
- Ivan Krstulović
- Maksim Krstulović
- Izidor (Iso) Kršnjavi
- Alfred Krupa (polj.-hrv.)
- Alfred Freddy Krupa
- Mihovil Krušlin (bos.-hrv.)
- Rudolf Krušnjak
- Bruno Kučan
- Lucie Kučera-Buhmeister
- Sergej Kučinski
- Ante Kuduz
- Ivan Kuduz
- Vladimir Kuharić
- Hajrudin Kujundžić (bos.-hrv.)
- Stjepan Kukec
- Priska Kulčar
- Vatroslav Kuliš
- Ferdinand Kulmer
- Ante Kuman
- Mila (Milena) Kumbatović (-Gliha)
- Aleksandar Kumrić (hrv.-srb.)
- Vera (Drechler-) Kuntner
- August Kunz (Kunc)
- Ante Kuzman

## L
- Jure (Juraj) Labaš
- Rudi (Rudolf) Labaš
- Ivan Lacković-Croata (&Jadranka Relota Croata)
- Stjepan Lahovsky
- Josip Lalić
- Željko Lapuh
- Zlatko Latković
- Josip Leović
- Ivan Lesiak ?
- Vilim Leskošek
- Fedor Ličina - Pip
- Gustav Likan (prv. August Haueise)
- Franjo Likar
- Boro Likić (hrv.-srb.?)
- Jean Likić
- Vasko Lipovac
- Zvonimir Lončarić
- (Željko Lordanić)
- Branko Lovak
- Ivan Lovrenčić
- Valentin Lukas (Lucaz)
- Zvonimir Lukinović
- Stephan Lupino (Ivan Lepen) ?
- Veljko Lužaić
- Stjepan Lypoldt (1806-1901)

## M
- Dora Maar? (Henriette Theodora Markovitch/hrv.-fr.)
- Mladen Macolić
- Nevenka Macolić
- Jakša Magaš
- Miron Makanec
- Marta (Dunja) Makanec-Filipčić
- Fedor Malančec
- Dušan Malešević
- Rudolf Ernst Marčić (Rudolf Marčič)
- Antun Maračić
- Boris Mardešić
- Vladimir Marenić
- Jasna Maretić (-Diminić)
- Slavko Marić
- Miho Antun Marinković (hrv.-srb.)
- Grga Marjanović
- Vlado Marjanović (hrv.-bosanski)
- Rafo Martini
- Anka Martinić
- (Dalibor Martinis)
- (Bruno Mascarelli)
- Antun Masle
- Nikola Mašić
- Krešo Mateljan
- Antun Mateš
- Zora Matić
- Ines Matijević Cakić
- Ivka Matina-Marinković
- Roko Matjašić
- Andrija Maurović (tudi risar stripov)
- Marijan Mavrić
- Celestin (Mato) Medović
- Andrija Medulić
- Martin Mehkek
- Julije Meissner
- Dragan Melkus
- Ivana Meller Tomljenović
- Mario Mendica
- Mate Meneghello-Rodić
- Goran Merkaš
- Adolfo Methudy (avstr.-hrv.)
- Maksimilijan Methudy
- Antun Mezdjić
- Jakov Miani (beneško-dalamtinski)
- Valerije Michieli
- Branko Micić (Branko Ve Poljanski)
- Milan Mičin (hrv.-it.)
- Karolina Mihanović
- Zvonimir Mihanović
- Kasja Mijatović Uhlik
- Karlo Mijić
- Matko Mijić
- Rade Mikačić
- Mario Mikulić
- Spiridion Milanese
- Bruno Milić
- Zdravko Milić
- Ivan Mirković
- Marijan Mirt
- Bogdan Miščević
- Jerolim Miše
- Marojica Mitrović
- Ivan Moretti
- Josip (Giuseppe) Moretti Zajc
- Tina Morpurgo
- Albert Mosé
- Antun Motika
- Franjo Mraz
- Josip Franjo Mücke
- Vilim Muha
- Omer Mujadžić (bos.-hrvaški)
- Marijana Muljević
- Antun Müntzberger
- Marko Murat
- Edo Murtić

## N
- Josip Nađ
- Virgilije Nevjestić
- Vera Nikolić Podrinska
- Ljerka Njerš
- Stipe Nobilo
- Zoltan Novak
- Ivo Novaković

## O
- Ivan Obrovac
- Nenad Opačić
- Izvor Oreb
- Tomislav Ostoja

## P
- Željko Pahek
- Alfred Pal
- Julij Papič/Julije Papić (slov.-hrv.)
- Petar Papp
- Ana Papp-Jerković
- Dalibor Parać
- Vjekoslav Parać
- Frane Paro
- Franjo Pavačić
- Jakov Pavić
- Valerija Pavić-Franke
- Toni Pavičić-Donkić
- Juraj Pavlović
- Vlaho Pečenec
- Matko Peić (um. zgod.)
- Mladen Pejaković
- Lukša Peko
- Renato Percan
- Ivica Percl
- Jefto Perić?
- Pavao Perić?
- Šime Perić
- Anton Perko (slov.-avstr.-hrv.)
- Dafne Perković
- Ordan Petlevski (mak.-hrv.)
- Goran Petercol
- Tomislav Petranović-Rvat
- Ante Petrić
- Bartol Petrić
- Tonka Petrić
- Alfred Petričić
- Branimir Petrović (hrv.-švicarski)
- Đorđe Petrović (slikar)
- Roman Petrović
- Ivan Picelj
- Josip-Puco Pintarić
- Zvonko Pižir
- Juraj Plančić
- Srećko Planinić
- Nada Pleše
- Zoran Pleše
- Silvio Pletikos
- Mirko Počuča (hrv.-srb.)
- Aleksandar Podvinec
- Vicko Poiret (it.-dalmatinski franc. porekla iz Trsta)
- Matija Pokrivka
- Dimitrije Popović (črnogorskega rodu)
- August Posilović
- Oton Postružnik (slov. rodu)
- Gustav Poša
- Vlado Potočnjak ?
- Zdenka Pozaić
- Klementina Požgaj-Schwarz (karikaturistka)
- Željko Premerl (hrv.-nizozem.)
- Zlatko Prica
- Ivica Propadalo (bos.-hrv.)
- Šarlota Puhovski
- Đuro Pulitika
- Vlado Puljić
- Predrag Purić

## Q
- Ferdo Quiquerez-Beaujeau (tudi Kikerec)

## R
- Ivan Rabuzin
- Josip Račić
- Mirko Rački (1879-1982)
- Frane Radak
- Vanja Radauš
- Michael Radenchich
- Vojo Radoičić
- Ivko Radovanović
- Stjepan Radovanović (16.stol.)
- Tatjana Radovanović (hrv.-fr.)
- Miranda Raicich (reško-it.)
- Gabro Rajčević
- Zdravko Rajković
- Ivan K. Ranger
- Božidar Rašica
- Marko Rašica
- Ante Rašić
- Slava Raškaj
- Elza Rechnitz
- Ivo Rein
- Nikola Reiser
- Josip Restek
- Ivo Režek
- (Jurica Ribar)
- Josip Roca
- Nasta Rojc
- Igor Rončević
- Vladimir Roncević
- Stjepko Rupčić
- Heda Rušec
- Kamilo Ružička

## S
- Rudolf Sablić
- Francesco Salghetti-Drioli (Zadar)
- Edita Schubert
- Đuro Seder
- Ivo Sermet
- Zarko Simat
- Ivan Simonetti
- Matija-Mato Skurjeni
- Ivan Skvarčina (Giovanni Squarcina)
- Zlatko Slevec
- Petar Smajić
- Damir Sokić
- Aleksandar Srnec
- Miljenko Stančić
- Milovan Stanić
- Dragutin Stark
- Milan Steiner
- Slavko Stolnik
- Dalibor Stošić
- Kosta Strajnić
- Ljubomir Stahov
- Vilim Svečnjak
- Ivana Svjetličič

## Š
- Ivo Šebalj
- Vilko Šeferov (bos./herc.-hrv.)
- Branko Šenoa
- Hrvoje Šercar
- Ivan Šeremet
- Ljudevit Šestić
- Ljerka Šibenik
- Petar Šimaga - Šumski
- Marijan Šimunić
- Frane Šimunović/(Frano Šimunović)
- Izabela Šimunović
- Zlatko Šimunović
- Helena Šipek
- Viktor Šipek
- Ivica Šiško
- Ljubo Škrnjug
- Slavko Šohaj
- Tea Štefančić-Kaplan
- Zlatko Šulentić
- Sava Šumanović (hrv.-srb.)
- Miroslav Šutej
- Boris Švaljek

## T
- Stipan Tadić
- Emil Robert Tanay
- Marino Tartaglia
- (Ivo Tijardović)
- Đuro Tiljak
- Ivan Tišov
- Ernest Tomašević
- Slavko Tomerlin
- Julije Tomić
- Vladimir Tomić
- Radovan Tommaseo
- Kamilo Tompa
- Lavoslav Torti
- Matko Trebotić
- Marijan Trepše

## U
- Anđeo Uvodić
- Milivoj Uzelac
- Mirko Uzorinac

## V
- Fedor Vaić (risar)
- Josip Vaništa
- Maksimilijan Vanka
- Vladimir Varlaj
- Ivan Večenaj
- Fadil Vejzović
- Mladen Veža
- Emanuel Vidović
- Vincent (Vincenc) iz Kastva
- Mirko Virius
- Anica Vranković
- Josip Vresk
- Zlatan Vrkljan
- Milan Vulpe (grafični oblikovalec)

## W
- Adolf Waldinger

## Z
- Ivan Zasche
- Mirko Zrinšćak
- Antonio Zuccaro
- Antun Zupa